# Steven Lisberger
Steven Lisberger est un réalisateur américain, né le 24 avril 1951 à New York.

## Biographie
Steven Lisberger est né le 24 avril 1951 à New York. En 1973, il est sélectionné pour un Student Academy Award pour son court métrage d'animation Cosmic Cartoon avec son camarade de l'école d'art du Musée des Beaux-Arts de Boston, Eric Ladd. Installé à Boston, il  se lance dans la production de publicités animées locales et nationales mais il fait partie d'une nouvelles génération d'animateurs s'essayant à de nouvelles techniques comme Tim Burton, John Lasseter ou Glen Keane, la plupart installée sur la côte opposée, en Californie. Lisberger est alors connu pour des publicités pour la marque de chewing-gum Bubblicious (en) lancée en 1977. Il réalise aussi une publicité avec un guerrier lumineux en forme de néon dessiné par John Norton sur un fond noir.
Il débute en réalisant et produisant un film d'animation en 1980, Animalympics. C'est un échec cuisant en raison du boycott des Jeux olympiques d'été à Moscou par les États-Unis et de nombreux pays. Il propose ensuite un projet à Disney qui l’accepte, voulant se diversifier et produire des films de science-fiction. Ce projet est Tron. Il fera la renommée de Steven Lisberger mais sera un demi-échec commercial.
En 2003, il participe à la création de Tron 2.0, conversion en jeu vidéo de Tron.

## Filmographie
- 1980 : AnimalOlympic (Animalympics) : réalisateur, producteur, scénariste
- 1982 : Tron : réalisateur, scénariste, concepteur des effets visuels
- 1987 : À la poursuite de Lori (Hot Pursuit) : réalisateur, scénariste
- 1989 : Slipstream : Le Souffle du futur (Slipstream) : réalisateur
- 2010 : Tron : L'Héritage : producteur
- 2025 : Tron: Ares : producteur